# نیوبتل (صومعه)
نیوبتل (انگلیسی: Newbattle Abbey) صومعه-قلعه‌ای است در میدلودین واقع در اسکاتلند.